# Пшикой Ахеджако
Пшикой Ахеджако (Князь Пшьской Аходягоко; адыг. Ахэджакъо Пщыкъуй, от ("пщы"-князь, "къуй" - лысый) (1777 – 1838) — бжедугский политик и военачальник XIX века, участник Кавказской войны.

## Биография
Пшикой Ахеджако был уважаемым человеком во всей Черкесии, имел постоянное войско в 6000 всадников, а во время боевых действий его отряд доходил до 12 000 всадников, был известен своими победами над русскими (царскими) войсками. Он принадлежал к числу выдающихся адыгских военачальников и не раз наносил поражения войскам генерала Вельяминова. На съездах личность его была центром внимания, ибо, кроме военного таланта, он обладал ещё даром красноречия. Слушая его, присутствующие восклицали: «Он рожден для того, чтобы руководить народом». В 1828 г. Пшекуй Ахеджаков подавил выступление бжедугских крестьян, обратившись за покровительством к абадзехам и использовав на своей стороне шариатский суд и военную силу. За отличие в «Закубанской экспедиции» генерала Эммануэля 1830 года произведен в чин прапорщика. Участвовал во встрече пребывавшего на Кавказе в 1837 императора Николая I.
В 1838 г. Ахеджаго Пшикой по словам лично знавшего его историка Хан-Гирея умер от болезни.

## Семья
Братья – Быдрук, Натахук, Асман-Гирей.
Женат на сестре адыгского просветителя Хан-Гирея – Мелек-султан Мамат-Гиреевне. Сыновья: Татлостан (ротмистр), Чемгуй (штабс-капитан), Сагат-Гирей (корнет).